# محوطه تنگ قلا ۴
محوطه تنگ قلا ۴ مربوط به عصر آهن است و در شهرستان خرم‌آباد، بخش پاپی، دهستان کشور، ۳/۳ کیلومتری غرب دره نسو، منطقه تنگ قلا واقع شده و این اثر در تاریخ ۱۸ اسفند ۱۳۸۷ با شمارهٔ ثبت ۲۵۲۷۴ به‌عنوان یکی از آثار ملی ایران به ثبت رسیده است.